# 托马斯·M·迪斯科
托马斯·M·迪斯科（英語：Thomas M. Disch，1940年2月2日—2008年7月4日）是美國著名的科幻小說作家及詩人。

## 生平
托马斯生平共獲得兩次雨果獎及九次星雲獎的提名，終於在1999年獲得最佳非小說類圖書雨果獎。除此之外，他還贏得過約翰·W·坎貝爾紀念獎及日本的星雲獎。
2005年，托马斯的伴侶逝世，托马斯自此一直陷入低潮，更於2008年在家中吞槍自殺。